# Львувек-Шльонський
Льву́век-Шльо́нський (пол. Lwówek Śląski, нім. Löwenberg in Schlesien) — місто в південно-західній Польщі, на річці Бубр.
Адміністративний центр Львувецького повіту Нижньосілезького воєводства.

## Демографія
Демографічна структура станом на 31 березня 2011 року:
|          | Загалом | Допрацездатний вік | Працездатний вік | Постпрацездатний вік |
| -------- | ------- | ------------------ | ---------------- | -------------------- |
| Чоловіки | 4514    | 863                | 3226             | 425                  |
| Жінки    | 4948    | 787                | 2979             | 1182                 |
| Разом    | 9462    | 1650               | 6205             | 1607                 |